# 柴田将平
柴田 将平（しばた しょうへい、1990年1月2日 - ）は、日本のアナウンサー（元静岡第一テレビ）。祖父は元衆議院議員・弁護士の柴田睦夫、実妹はTBS NEWS（CS放送）キャスターの柴田文子。

## 来歴・人物
千葉県市川市出身。法政大学人間環境学部人間環境学科を卒業。
法政大学自主マスコミ講座23期アナウンサーコース出身。2013年4月に静岡第一テレビに入社。同期のアナウンサーは杉岡沙絵子、山田桃子。2015年頃から蝶ネクタイを着用して情報番組に出演していた他、全国高校サッカー選手権静岡県大会・全日本少年サッカー大会静岡県大会の実況、スポーツ番組のナレーションも担当していた。
2016年公開の映画『ファインディング・ドリー』では日本語吹き替えで、マンボウのチャーリー役で出演。
2018年4月からは『news every.しずおか』の報道キャスターに就任。しかし、同年7月27日をもって降板し、静岡第一テレビを退社。その後、eスポーツキャスターに転身することが『日刊スポーツ』にて発表された。
2018年8月から株式会社ODYSSEYに所属し、「東京ゲームショウ」や「茨城国体」（「第74回国民体育大会」）のプレ大会などで実況を担当している。
2019年4月4日、YouTubeにてはじめしゃちょーのニュース番組のパロディ動画にキャスターとして出演。それ以降、YouTubeにて『はじめしゃちょー』及び『はじめしゃちょーの畑』の動画に不定期に出演している。
5月9日には静岡放送（SBSラジオ）の朝番組『IPPO』内の情報三枚おろしのコーナーにてeスポーツについて解説。
同番組では、6月3日 - 7日にかけて実施された聴取率調査週間中にも、葵区呉服町に開設されたサテライトスタジオ「おまちスタジオ」に生出演し、毎日eスポーツについて解説した。
また、静岡第一テレビ時代のプロフィールページでは、出身地の千葉ロッテマリーンズのファンであると公言していた。
2020年1月からTBSテレビ『あさチャン!』にて取材リポーターを担当。
2020年3月、Twitterに投稿した『あつまれどうぶつの森』を実況した動画が約30万いいね、9万RTを記録。
2020年10月、Twitterに投稿した犬を実況した4秒の動画が約20万いいね、4万RTを記録。
2021年1月、超無課金が代表をつとめるesports team αDに加入。
2021年1月、Twitterに投稿した赤ちゃんを実況した動画が約20万いいね、5万RTを記録。
2021年6月、取材にてeスポーツキャスターとして世界で戦いたいと公言。
2021年7月、親交があるYouTuber芝刈り機〆危の会社設立にコメントを寄稿。
2021年10月、「東京ゲームショウ2021」にて「日本ゲーム大賞」授賞式のMCを伊集院光とともに担当。
2022年6月、映画『ONE PIECE FILM RED』にて、Adoの歌う主題歌のCMナレーションを担当。
2022年12月、Repezen Foxx主催「炎上万博」をアナウンサーとして初めて実況。
2025年2月、SEGA主催「KING of Performai The 6th 全国決勝大会」にて実況を担当。

## 実況を担当するゲーム
- 大乱闘スマッシュブラザーズ SPECIAL - Nintendo LIVE 2018、次世代ワールドホビーフェア、テレビ東京『勇者ああああ』など
- パズル&ドラゴンズ - プロリーグ、チャレンジカップなど
- モンスターストライク - モンストプロツアー、モンストグランプリなど
- ブロスタ - RAGE2019SPRING、日本一決定戦
- ウイニングイレブン - 茨城国体プレ大会、全国高校eサッカー選手権[12]など
- FIFA - eJリーグ [13]など
- #コンパス - #コンパス甲子園など
- Kick-Flight - FLYERSなど
- 荒野行動 - 荒野CHAMPIONSHIP、荒野の光、KWL予選、KWL本戦など
- ポケモンGO - 東京eスポーツフェスタなど
- ポケモンカードゲーム - ポケモンワールドチャンピオンシップスなど
- ジョジョの奇妙な冒険ラストサバイバー - LAST SURVIVOR CHAMPIONSHIP 2021 [14]など
- プロジェクトセカイ カラフルステージ! feat. 初音ミク  -  CHAMPIONSHIP 2021 AUTUMN[15]など

## 静岡第一テレビ時代の担当番組
- あいチャン!! - ニュースコーナーなど
- D-sports SHIZUOKA - MC（2017年4月 - 8月）
- まるごと - セノバ中継など
- マルシェア - 金曜日MC（2017年4月 - 2018年3月）
- D-spo - ナレーション（2017年9月 - 2018年3月）
- 全日本少年サッカー大会静岡県大会 - 実況
- news every.しずおか - キャスター (2018年4月 - 7月)
- FRONT ZERO
- 全国高等学校サッカー選手権大会静岡県大会 - 実況・ベンチリポート
- 焼津みなとマラソン - バイクリポート